# Вільям Генрі Ленг
Вільям Генрі Ленг (англ. William Henry Lang; 12 травня 1874 — 29 серпня 1960) — британський ботанік, працював професором криптогамної ботаніки Баркера в Манчестерському університеті. Він також був фахівцем з палеоботаніки.

## Біографія
Народився в Грумбриджі в Сассексі 12 травня 1874 року. Син лікаря Томаса Білсленда Ленга та його дружини Емілі Сміт.
Ленг здобув освіту в державній школі Денністоуна в Глазго. Потім вступив до Університету Глазго, де здобув ступінь бакалавра (з відзнакою) з ботаніки та зоології в 1894 році. У 1895 році він здобув кваліфікацію лікаря, але так і не став практикуючим лікарем; завдяки власному ентузіазму та підтримці свого вчителя Фредеріка Орпена Бавера він став професійним ботаніком. Його перше дослідження стосувалося структури папоротей, у чому Бавер був авторитетним фахівцем, і Ленг незабаром пішов за ним у цьому відношенні. У 1895 році він переїхав вчитися в лабораторію Джодрелла за стипендією Роберта Дональдсона, де він зосередився на апоміксисі папоротей і виявив спорангій на проталусі папороті в той час, коли біологи досліджували альтернативні способи розмноження рослин.
У 1899 році він подорожував до Шрі-Ланки та Малаї для вивчення тропічних криптогамів і збору зразків, повернувшись до Британії в 1902 році, коли став викладачем в Університеті Глазго; перебуваючи там, він тісно співпрацював з Д. Т. Гвінн-Воґен і Бовером, причому вони троє були відомі як «тріумвірат». він вивчав збережені рослинні залишки в Абердині, дослідивши Psilophyton, яким до того часу нехтували. У 1900 році він здобув ступінь доктора наук в Університеті Глазго, і коли в Університеті Манчестера була створена кафедра криптогамічної ботаніки Баркера, Ленг був першим кандидатом. До своїх обов'язків приступив у 1909 році.
У 1911 році він став членом Королівського товариства і нагороджений Королівською медаллю в 1931 році за «роботу з анатомії та морфології папоротеподібних скам'янілостей Старого Червоного Пісковика». У 1926 році він обраний членом Единбурзького королівського товариства. Він отримав премію Нілла за період 1915—1917 років.
У 1932 році він отримав ступінь почесного доктора (LLD) Університету Глазго, а потім другий ступінь почесного доктора Манчестерського університету в 1942 році. Він також був іноземним членом Королівської академії наук Швеції. Ленг заохочував жіночу освіту та вплинув на ботанікинь Айрін Ментон, Марджорі Ліндсі та Грейс Вігглсворт.
Після виходу на пенсію він переїхав до Вестморленду. Його дружина померла в 1959 році після періоду поганого здоров'я, і він з'явився лише через рік у своєму домі в Мілнторпі 29 серпня 1960 року.